# Wargabinangun
Wargabinangun is een bestuurslaag in het regentschap Cirebon van de provincie West-Java, Indonesië. Wargabinangun telt 3369 inwoners (volkstelling 2010).